# Casa Basic din Câmpina
Vila Crăciun, înscrisă în lista monumentelor istorice a Institutului Național al Patrimoniului sub denumirea Casa Basic, azi locuință, este un monument istoric situat pe Bulevardul Carol I nr. 99 din Câmpina, județul Prahova. Vila a aparținut familiei Crăciun, care deținea o cunoscută librărie în centrul orașului, precum și „Editura Librăria Școalelor Jón Crăciun”. Ion Crăciun era originar din Rășinari și văr cu Octavian Goga.
Deși clădirea este datată 1945 în lista monumentelor istorice, în realitate ea a fost construită la începutul secolului al XX-lea (sau la jumătatea anilor ’30, conform altor surse), după planurile unui arhitect german.

## Istoric
Familia Crăciun a avut trei fete: Irina, Maria și Olimpia, iar Regina Maria și fiica ei cea mică, Principesa Ileana, în drumul lor spre Castelul Peleș se opreau adesea la vila Crăciun pentru a-și comanda costume populare la atelierul de cusături al celor trei surori, situat la subsolul clădirii. Principesa Ileana a petrecut și câteva scurte vacanțe scurte în casa familiei Crăciun.
Vila era frecventată de scriitorii Alexandru Kirițescu și Zaharia Stancu, de pictorul Octavian Angheluță și de alte personalități ale vremii. Actrița Elvira Godeanu a fost o obișnuită a vilei, în special datorită prieteniei sale cu Olimpia Crăciun, care s-a păstrat și după cel de-Al Doilea Război Mondial, inclusiv în anii comunismului. Cele două se vizitau reciproc chiar și când ajunseseră la vârste octogenare, iar ultimele vizite ale Elvirei Godeanu la Câmpina au fost la finele anilor ’80.
În 1944, în timpul războiului, imobilul a fost afectat de un bombardament american și a ars parțial, dar a fost refăcut de surorile Crăciun.
Vila, cu elemente de arhitectură asemănătoare castelului de la Balcic, adăpostea colecții de tablouri și sculpturi valoroase, de artă decorativă și de cusături tradiționale, iar surorile Crăciun doreau ca, după moartea lor, bunurile să intre în patrimoniul orașului Câmpina. Vila a fost însă confiscată de regimul comunist și ocupată de trupe M.A.I. pe 18 decembrie 1949, iar surorile Crăciun au primit domiciliu forțat în alte imobile. În clădire au locuit apoi ofițerii de securitate detașați la unitatea din Parcul Istrati (actuala Școală de Poliție), iar colecțiile de artă au dispărut.
Ulterior, vila a avut diverse destinații, iar în ultimele decenii ale regimului comunist, în ea a funcționat Casa Pionierilor, transformată după 1989 în Clubul Copiilor. Clădirea a fost retrocedată în ianuarie 2006 strănepoatei Mariei Crăciun și a ieșit din circuitul public, o parte din ea fiind ulterior închiriată unui depozit de materiale de construcție.

## Galerie de imagini

Depozitul de materiale de construcții din curtea clădirii
Vedere a laturii estice a vilei